# Ben Djerrah
Ben Djerrah là một đô thị thuộc tỉnh Guelma, Algérie. Dân số thời điểm năm 2002 là 4.202 người.